# Abel Camille Filuzeau
Pour les articles homonymes, voir Filuzeau.
Abel Camille Filuzeau, né le 10 juillet 1860 à Saint-Pierre-du-Chemin et mort le 15 septembre 1930 à Fontenay-le-Comte, est un architecte, sapeur-pompier, enseignant et homme politique français ayant œuvré principalement en Vendée.

## Biographie

### Jeunesse
Abel Camille Filuzeau naît en pleine période du Second Empire, le 10 juillet 1860, à Saint-Pierre-du-Chemin. Sa famille exploite des carrières de pierres au lieu-dit des Plochères. De plus, son père Henry et sa mère Euphrosine Cramard gèrent une auberge située au bourg de Saint-Pierre-du-Chemin. Influents dans le village, les Filuzeau connaissent toutefois des difficultés financières par la multiplication des naissances. Abel étant déjà le onzième enfant d'une fratrie qui en comptera finalement quatorze. Cela ne s'arrange pas lorsque son père meurt alors qu'il n'a que cinq ans, le 15 avril 1866.
Quatre ans plus tard débute la guerre franco-prussienne. Abel est fortement marqué par le départ de deux de ses frères, Henri et Alfred. Bien qu'ils reviennent non pas sans séquelles, le manque de reconnaissance de l'État pour ses soldats forge ses premières convictions sociales. D'autant que le reste de la famille est plutôt de gauche, oscillant entre républicanisme et bonapartisme libéral, en témoigne notamment le vote d'Aimé, un autre de ses frères, pour un candidat de gauche républicaine à la députation.

### Formation
Faisant ses premières années scolaires à Saint-Pierre-du-Chemin, il part en pension chez le docteur Armand Chrétien à Fontenay-le-Comte pour terminer ses études au collège.
Enfin, ses bonnes capacités scolaires générales, surtout en géométrie, en mathématiques et en dessin, en plus des réserves financières de la famille, lui permettent de rejoindre l'École Nationale des Beaux-Arts de Paris. Là-bas, il est élève d'Émile Vaudremer et de Henri-Pierre Rauline, qui l'initient à la restauration de monuments.
La mort précoce de son frère Léopold, le 26 juin 1879, participe à son attachement à sa terre vendéenne. Ainsi, aux environs de 1880, il retourne à Fontenay-le-Comte pour terminer sa formation auprès de l'architecte municipal Arsène Charrier. Son parcours d'étudiant étant un franc succès, la ville le nomme conducteur des travaux d'entretien le 10 juin 1882.
De 1880 jusqu'en juillet 1883, il est familiarisé à l'architecture scolaire par son maître Charrier dans un contexte d'encouragement national de l'Instruction publique laïcisée. Il assiste donc ce dernier lors des constructions d'une école de filles entre 1881 et 1882 et d'une deuxième école de garçons en octobre 1882 à Fontenay-le-Comte. C'est probablement durant cette période de sa vie qu'il découvre cette passion pour l'éducation qui l'accompagnera jusqu'à sa mort.
À son poste, en juillet de la même année, il solidifie les échoppes de la poissonnerie, dont une s'était écroulée, par ordre de la municipalité fontenaisienne.
De plus, ses nouvelles responsabilités acquises ne le restreignent pas à la seule ville de Fontenay-le-Comte puisque cinq jours après sa nomination comme conducteur de travaux, il dessine son premier plan de futurs jardins d'agrément pour l'école de filles de Montreuil.
Le premier projet d'ampleur d'Abel Filuzeau lui est confié après sa nomination comme architecte officiel de la ville le 3 juillet 1883. Succédant à Arsène Charrier, il finalise ainsi le collège François Viète débuté le 6 mai 1874, et l'inaugure le 4 juillet 1888. Cependant, des travaux seront réalisés complémentairement encore jusqu'en 1914.

### Carrière
Cette place influente en ville lui fait côtoyer quelques sommités principalement issues de la gauche républicaine. Ainsi, avec des amis comme le maire Gaston Guillemet, il fonde la société de gymnastique, d'instruction militaire et de tir le 11 juin 1883. Cette association ayant titré ses statuts avec la devise « Devoir et Patrie », revendiquait de former de futurs soldats instruits et sportifs en cas d'une nouvelle guerre. Abel Filuzeau, dans le but d'aider son association, reconstruit le gymnase du collège François Viète en 1886.
Durant la décennie 1880, le nombre d'enfants fréquentant régulièrement les écoles communales françaises va croissant. Abel Filuzeau est alors plébiscité dans plusieurs mairies de Vendée pour y faire construire des infrastructures scolaires.
De 1883 à 1887, les commandes apparaissent rapidement. Il est d'abord chargé de la construction de classes et d'un préau couvert pour l'école de filles de Benet. Vient ensuite la construction d'une école de filles et l'agrandissement de celle de garçons à La Châtaigneraie. Plusieurs écoles sont demandées en 1885 par la mairie de Noirmoutier à une époque où elle gérait encore les villes de La Guérinière et de L'Épine,. Aussi, la même année, la mairie de Fontenay-le-Comte charge Abel Filuzeau de plusieurs chantiers scolaires concernant notamment l'agrandissement de l'asile, ancien nom pour les écoles maternelles, de la rue Pierre Brissot, la construction d'une école laïque de garçons rue de la République et une école laïque de filles rue Rabelais. Ceux-ci connaissent déjà des retards et, par des rapports du conseil général vendéen, les plans de l'architecte sont critiqués. Les tailles des terrains et des classes sont jugées trop grandes ou incohérentes par rapport aux enseignements proposés, et les dépenses sont considérées comme trop excessives. Comme le suppute alors le conseil municipal, ce serait bien par une rivalité politique, le conseil général étant plutôt conservateur et la mairie plutôt républicaine, que les travaux sont empêchés. En effet, la croissance de l'Instruction publique laïque est mal vue par les élus de droite catholique. La municipalité fontenaisienne est alors obligée de se déplacer à Paris le 21 avril 1886 pour rencontrer le ministre de l'Instruction publique René Goblet. Abel Filuzeau explique à ce dernier la partie technique de ses chantiers et le maire Gaston Guillemet, assisté du préfet vendéen Gabriel Espierre, s'occupent de le convaincre de la nécessité pour la population de l'arrondissement de Fontenay-le-Comte d'augmenter les places  disponibles dans les écoles publiques. Le ministre accepte alors, puisque partageant les mêmes idées républicaines sur l'enseignement.
En parallèle, il est nommé en août 1884 comme membre de la commission des logements insalubres de Fontenay-le-Comte afin de lutter contre le choléra qui se propage en France depuis le 22 juin 1884. Un quartier de la ville est d'ailleurs touché, proche du canal du Pont Mardoux, lui-même servant de déversoir aux commerces et à la poissonnerie environnants. Cette question de l'assainissement de cette partie de la ville va de pair avec le projet confié à Abel Filuzeau de refonte des habitations et des égouts qui accompagnera sa carrière jusqu'en 1908.
Le premier juin 1885, Abel Filuzeau épouse Mathilde Pineau, descendante de familles de navigateurs, de bâtisseurs et de magistrats noirmoutrins. C'est probablement son ancien maître Arsène Charier, natif de Noirmoutier et propriétaire de la tour Plantier, ayant été construite par le grand-oncle de la mariée Louis-Joseph, qui a pu arranger la rencontre entre ces derniers et son disciple. D'ascendance moins renommée que sa femme, Abel Filuzeau a probablement pu accéder à ce mariage par les compatibilités républicaines qui lient l'architecte à sa belle-famille.
Parfois, et alors que la loi Duruy de 1867 oblige les communes de plus de 500 habitants à faire construire une école de filles, certains villages restent réticents. Les municipalités concernées sont donc obligées par le préfet et Abel Filuzeau est requis de force dans ces chantiers. C'est le cas notamment dans son village natal. En effet, le conseil municipal de Saint-Pierre-du-Chemin s'oppose unanimement à la construction d'une école de filles aussi bien par souci d'économie que par opposition à la politique scolaire républicaine. Parmi les membres réfractaires du conseil se trouve Alfred, frère d'Abel Filuzeau. À partir de là, Aimé, successeur d'Alfred au conseil depuis 1884, fait partie des seuls élus à approuver le projet, créant sûrement un désaccord dans la famille. L'obligation et le rappel à la loi fait par le préfet à la municipalité a alors pour conséquence de nommer Abel Filuzeau chef de projet de construction de l'école. Cependant, par les luttes politiques locales, le projet ne démarrera vraiment qu'en 1891, par un consensus.
Le 6 avril 1887, nait sa première fille, Lisette.
En mai et juillet de la même année, il prépare la place Viète de Fontenay-le-Comte dans le but d'accueillir successivement un concours de musique et un de gymnastique. Le maire invite alors, pour ce dernier, Georges Clemenceau et c'est probablement dès lors que l'architecte et le député deviennent amis,.
Abel Filuzeau rénove une église pour la première fois en avril 1888, à Saint-Sigismond.
L'année 1889 est plus calme concernant les nouvelles commandes pour Abel Filuzeau, ce dernier se concentrant sur la finalisation des chantiers qui produisent quelques fêtes aux inaugurations. Il en profite aussi pour concrétiser sa passion pour l'éducation. Il participe ainsi à la remise des prix pour les premiers élèves diplômés de l'école des Jacobins de Fontenay-le-Comte. Du même temps, la municipalité lui instaure une caisse de retraite le 24 mai. Un mois plus tard, sa mère Euphrosine décède.
Le 5 février de l'année suivante, c'est son fils Marcel qui naît. De plus, sa période d'instruction militaire l'appelle, et tout ceci lui fait prendre quelques retards sur ses chantiers,. Cependant, son expérience assimilée déjà depuis dix ans, en particulier sur les chantiers des églises de Saint-Sigismond, Sérigné et Oulmes, lui permet d'être promu, le 11 septembre 1890, inspecteur des travaux diocésains de Luçon par recommandation du préfet de la Vendée Georges Louvel puis par Georges Clemenceau, qui le préfère au conservateur Jacques Ballereau. Il est alors décrit comme « très intelligent, très actif et très républicain ». Cette préférence affichée n'est pas anodine au vu des victoires importantes de la gauche républicaine lors des élections législatives de 1889. Son premier chantier est à Vouvant, où il est chargé de la restauration de l'église Notre-Dame-de-l'Assomption. En plus de cette nomination, Abel Filuzeau se maintient à son poste d'architecte fontenaisien, là où se situe son principal cercle d'influence.
La municipalité de Fontenay-le-Comte le réquisitionne d'ailleurs en 1891 pour continuer la modernisation des égouts et du service d'eau entamée depuis déjà cinq ans, aussi bien pour apporter le « progrès », terme cher aux républicains, que pour ne pas accroître le taux de chômage des ouvriers de la ville, qui avait tendance à augmenter par le trop peu de travaux dans la ville. Pour autant, la mairie renonce à les employer pour restaurer la majorité des bâtiments communaux qui sont « de vieilles constructions en mauvais état » du fait des dépenses que cela occasionnerait. Les contacts d'Abel Filuzeau se développent partout en Vendée et il prend une réelle envergure départementale lorsqu'il est nommé membre de la commission vendéenne des bâtiments civils par le préfet. Durant cette période, il se rapproche notamment du monde politique noirmoutrin, allant jusqu'à se porter témoin du neveu d'Arthur Voisin, conseiller général républicain, concernant une provocation en duel faite au maire de l'île Joseph Pineau, cousin par alliance d'Abel Filuzeau. La demande de réparation par les armes, rejetée en bloc par le maire, s'inscrit alors dans la continuité des luttes politiques, un camp se reprochant des insultes et des « procédés outrageants » lors des périodes électorales.

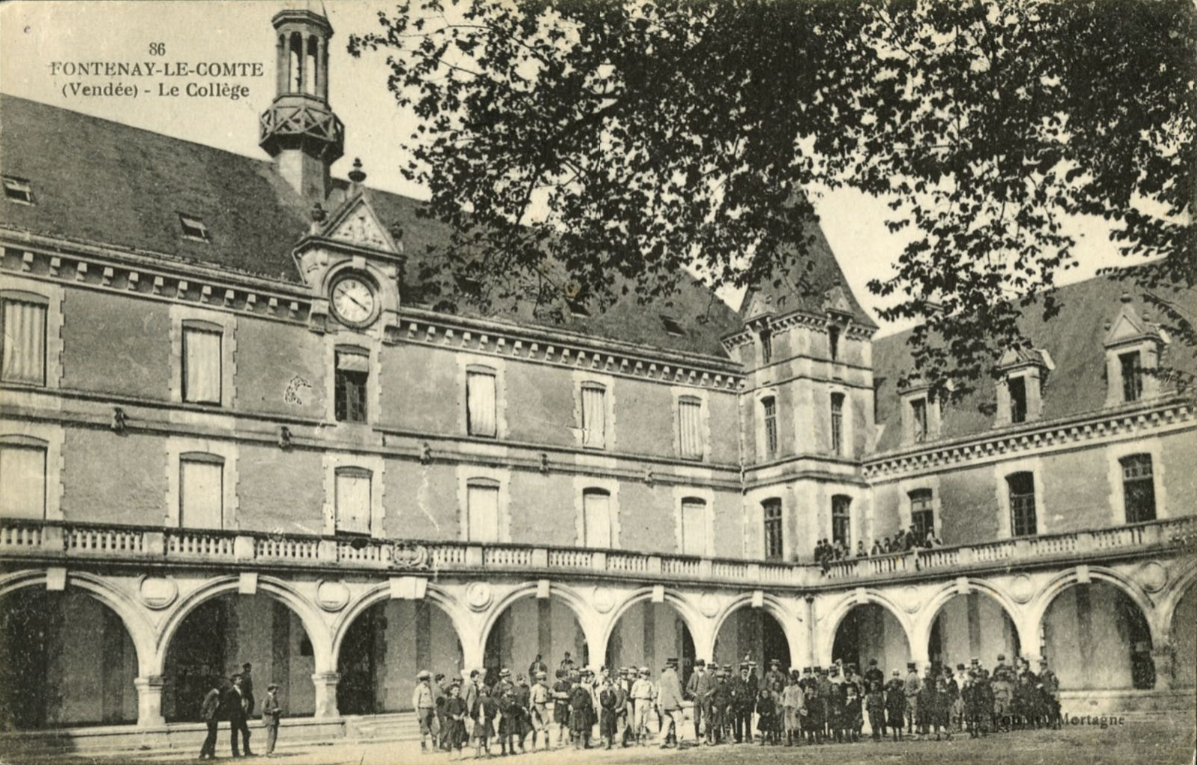
Le collège François Viète au début du XXe siècle.

La même année, son frère Raoul cède une maison pour débloquer la construction de l'école de filles de Saint-Pierre-du-Chemin et donc acter ce consensus. Aussi, du 4 juin 1891 au 28 février 1892, il forme  Julien Bursier comme apprenti architecte avant que celui-ci n'intègre l'école des Beaux-Arts de Paris, à laquelle Abel Filuzeau le recommandera. Confirmant alors son goût de l'enseignement direct, il est embauché le 30 mai par la municipalité de Fontenay-le-Comte pour être professeur de dessin au collège François Viète. Il exercera cette fonction pendant 20 ans et côtoie alors son neveu Alfred Filuzeau qui y est élève aux environs de 1893.
Par ses attraits pour le sport et pour la discipline militaire, et aussi par ses années dans la fonction publique, Abel Filuzeau passe le concours pour être pompier et est nommé lieutenant le 28 novembre 1894. Même dans ce domaine, à priori plus au service du bien commun, la lutte d'influence politique perdure. En effet, lorsqu'il est appelé à combattre un feu le 15 décembre, qui s'est déclaré dans une maison jouxtant le local du cercle catholique militaire fontenaisien, il déclare que l'incendie a débuté à cause d'une des cheminées du groupe militant, mal isolée. Peu importe la véracité de ce fait, il est alors dit que les membres de ce dernier sont entêtés à ne rien changer, au mépris du danger pour tous. Une méfiance et une défiance sont alors palpables jusque dans le report du drame dans le journal L'Avenir et l'Indicateur de Vendée, qui, par son obédience républicaine, appuie la thèse de l'imprudence répétée des conservateurs militaires, démontrant l'importance de l'idéologie dans la vie locale. Il ne faut pour autant pas sous-estimer la philanthropie de ce genre de tempérament que possède Abel Filuzeau, ayant toujours un lien naturel avec son positionnement politique. Il donne ainsi à la recherche médicale, mais aussi pour l'érection d'un monument fontenaisien aux soldats de 1870, auquel il participe comme membre du jury du concours pour le meilleur projet à bâtir, se déroulant en juin 1896,,. À ce concours, c'est l'architecte Charles Letrosne qui est sélectionné. Il était lui aussi, l'élève d'Arsène Charier.
En parallèle, il fait de réguliers allers-retours vers L'Île-d'Yeu pour y restaurer le Vieux Château.
La famille d'Abel Filuzeau n'a pas connu le travail des champs autant que d'autres familles vendéennes, plus modestes. Par son père, ses ancêtres exploitaient la pierre, sa mère descend plutôt d'une lignée de charpentiers et de tisserands. Mais curieux par nature, il s'investit pour la première fois dans ce monde agricole, notamment en participant à l'organisation d'un concours à Fontenay-le-Comte, en septembre 1896.
Félix Faure, président de la République de 1895 à 1899, est en visite à Fontenay-le-Comte en avril 1897,. Il y a été invité par le maire et ancien maître d'Abel Filuzeau, Arsène Charier. Depuis 1893, la Vendée est parmi les derniers bastions se refusant à une majorité républicaine. Le président Faure, républicain modéré, est alors plébiscité par ses soutiens dans le département, afin d'avoir l'appui de l'État. Ce voyage en Vendée débute donc en 1897 et le passage par la municipalité fontenaisienne est concédé grâce au fait que la ville est une preuve des avancées républicaines en Vendée. Pour cette occasion, Abel Filuzeau prépare la ville et la décore. Il est d'ailleurs chaleureusement félicité pour son travail par la mairie.

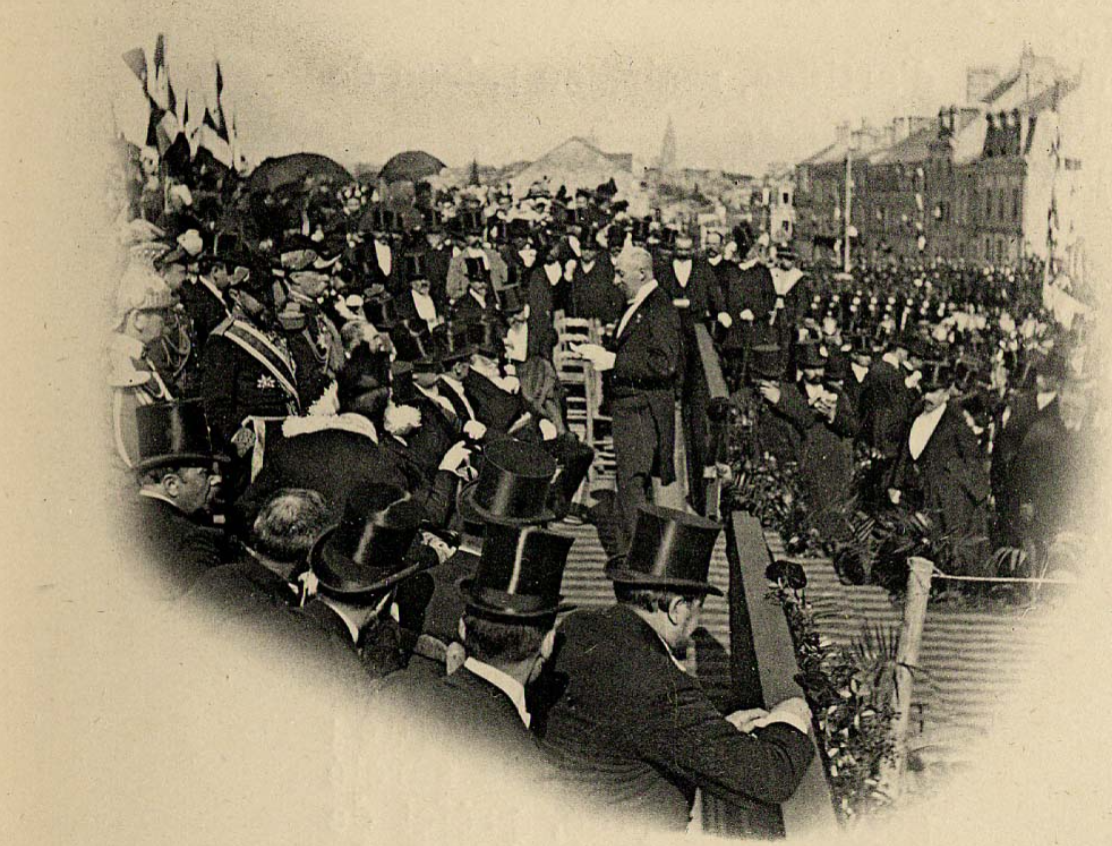
Cérémonie à l'occasion de la visite du président Félix Faure en 1897.

À partir de juillet 1897, Abel Filuzeau est choisi pour être juré d'assise de son canton, et il le restera régulièrement jusqu'en 1930, comme les listes publiées dans les journaux le rapportent. Les difficultés d'orthographe de son nom et prénom le suivent déjà depuis le début de sa carrière, et, pour mettre au clair les documents officiels désormais nombreux sur lesquels il est cité, il troque la nomination Camil Abel Filluzeau apparaissant sur son acte de naissance par la désignation définitive ; Abel Camille Filuzeau.
À la fin de cette même année, et alors qu'il se rapproche des quinze années de service en tant qu'architecte, il est mis en cause sur son chantier de longue haleine qu'est la refonte du système d'égouts et du service d'eau fontenaisiens. Des soucis avec l'entrepreneur ont mené à quelques erreurs de conception et de réalisation. De plus, la politique urbaine de la ville n'étant pas des plus optimisées, les terrains sont parfois trop chers pour y implanter des systèmes d'écoulement simplifiés. Cependant, le principal opposant de l'architecte dans cette affaire, le conseiller municipal Joseph Larignon, note le silence d'Abel Filuzeau pour signaler cette difficulté. Il lui reproche aussi son absence sur les chantiers, empêchant la surveillance efficace et donc amenant à la maladresse de l'entrepreneur. Enfin, Larignon accuse le directeur des travaux d'avoir un esprit d'initiative incompatible avec son poste dans la hiérarchie, oubliant l'avis du conseil municipal. Ce dernier rechigne toutefois à punir Abel Filuzeau, et mande un expert afin d'établir un rapport pour démêler les défauts inhérents à la construction, des rivalités purement idéologiques existantes entre les deux hommes. L'expertise étant révélée le 28 octobre, elle confirme les reproches sur le manque de surveillance. Larignon demande alors le renvoi de l'architecte, proposition rejetée à dix voix contre cinq. La mairie fontenaisienne républicaine, pour ne pas fragiliser l'image de la ville et par solidarité idéologique, décide alors, à la demande d'Abel Filuzeau, une contre-enquête. Celle-ci force à constater le manque de surveillance précédemment cité, mais a tendance à remettre en cause davantage le manque de sérieux de l'entrepreneur, qui, lui, réfute sa responsabilité. Enfin, chose est décidée de réformer l'administration municipale chargée du service des travaux sans pour autant limoger l'architecte,. Ce dernier, l'entrepreneur, leurs avocats et celui de la ville sont envoyés devant le conseil de préfecture vendéen la veille de Noël 1895, et c'est bien l'entrepreneur qui sort coupable. La mairie est condamnée à payer une amende et Abel Filuzeau est acquitté. Cette affaire, malgré cela, est un échec majeur pour le fonctionnaire municipal, et révèle alors quelques problèmes dans la manière de faire. Des problèmes de rigueur, peut-être causés par un manque d'intérêt pour la question des égouts, et un manque de considération de la hiérarchie, qu'un autre inspecteur des travaux relèvera en 1913 comme étant une « habitude » de l'architecte, nuisent ainsi à sa carrière.
Pour sa famille aussi, une difficulté se présente, lorsque la mairie fontenaisienne décide, en 1898, de réduire son utilisation des pierres des carrières de Plochères, jugées moins solides que le granit. Il est intéressant de remarquer que le maire Charier choisit un architecte des monuments, monsieur Déverin, pour argumenter ce changement de matériaux, plutôt qu'Abel Filuzeau, qui est sommé de ne donner qu'un devis approbatif après coup.
À la mi-août 1898, il dirige la compagnie de sapeurs-pompiers fontenaisienne au concours de Saintes. Cette dernière y remporte alors des prix pour les manœuvres, le matériel, et Abel Filuzeau reçoit même le premier prix de stratégie, l'aidant à se faire une nouvelle gloire dans sa ville d'adoption. Par la suite, et jusque pendant l'année 1899, il participe à la modernisation de la ville, notamment par l'installation d'infrastructures aidant les pompiers, comme des entrepôts de matériels, mais aussi par la refonte des trottoirs et des caniveaux, de l'éclairage publique et par l'installation des premières lignes téléphoniques, surtout dédiées aux services municipaux, dont il sera parmi les premiers utilisateurs au numéro 1-08.
En 1900, à l'occasion de l'exposition universelle de Paris, il fait partie du comité de Vendée pour organiser la représentation du département. Il fait même partie de cette dernière en participant, en août, au concours international des sapeurs-pompiers. Ce dévouement lui permet d'être nommé secrétaire du conseil d'administration de l'union vendéenne des pompiers le 9 juin 1901.
Il gagne à nouveau en importance dans la commune fontenaisienne lorsqu'il remplace l'agent voyer, démissionnaire et avec qui il travaillait depuis plusieurs années, le 28 novembre 1900. Cette nouvelle promotion lui donne alors le monopole quasi complet sur les travaux de la ville et de son arrondissement, lui réassurant par la même sa place de référence inamovible en la matière. Ainsi, grâce à cette réunion des services, il perçoit à partir de 1901 un traitement de 1 700 anciens francs, ce qui équivaut à environ 7 000 euros, selon les taux de 2021. Abel Filuzeau en profite aussi pour assurer la stabilité de la situation des cantonniers, créant deux emplois à plein-temps en plus des trois déjà pourvus, mettant fin aux statuts incertains des journaliers engagés au besoin. Il dote aussi ses ouvriers de machines mécaniques, notamment d'un rouleau compresseur et d'une balayeuse, pour améliorer le confort du travail. L'architecte s'inscrit alors dans un mouvement de modernisation cohérent avec celui que connait la France, définitivement intégrée dans la Révolution industrielle,.
Durant cette période, il loge son neveu Léopold Filuzeau et le forme comme apprenti architecte. Cependant, ce dernier n'en deviendra jamais un certifié et préférera travailler à la mairie et se vouer à la photographie, prenant d'ailleurs des milliers de clichés de Fontenay-le-Comte des années 1910 au début de la Seconde guerre mondiale. Aussi, Abel Filuzeau fait la rencontre lors de soirées mondaines de Jean-Baptiste Ferrand, vétérinaire et officier militaire ayant quitté l'Alsace annexée pour partir en Vendée en 1872,. Les deux hommes se lient d'amitié grâce à la fascination commune pour le monde militaire et à l'admiration de l'architecte pour ces Français ayant été au cœur de la guerre de 1870. Cette bonne entente aboutira à l'alliance des deux familles, Abel Filuzeau mariant sa fille Lisette en 1908, au fils de Jean-Baptiste, Maurice Ferrand.
François Druet, ami d'Abel Filuzeau et témoin à la naissance de son fils, a été vénérable de la loge maçonnique locale. Il fonde en juin 1902 une université populaire qui s'installe dans l'ancien presbytère de Fontenay-le-Comte, et propose à l'architecte d'y enseigner des cours de dessin, ce qu'il accepte,. Ce type de structure scolaire privée se spécialisait alors dans la dispense aux adultes, n'ayant pas pu bénéficier des lois scolaires de Jules Ferry, d'une instruction franchement républicaine, laïque et ouverte aux idées progressistes. On y voit alors, dans les assemblées et les évènements organisés par ces universités, des femmes participer. De même, les idées humanistes, luttant contre l'antisémitisme et donc pro dreyfusardes, y sont encouragées.

En 1903, après la mort du capitaine des pompiers fontenaisiens Alphonse Ayraud, Abel Filuzeau lui succède à ce grade. Il profite d'un discours pour rappeler d'ailleurs l'attachement de la compagnie à la république.

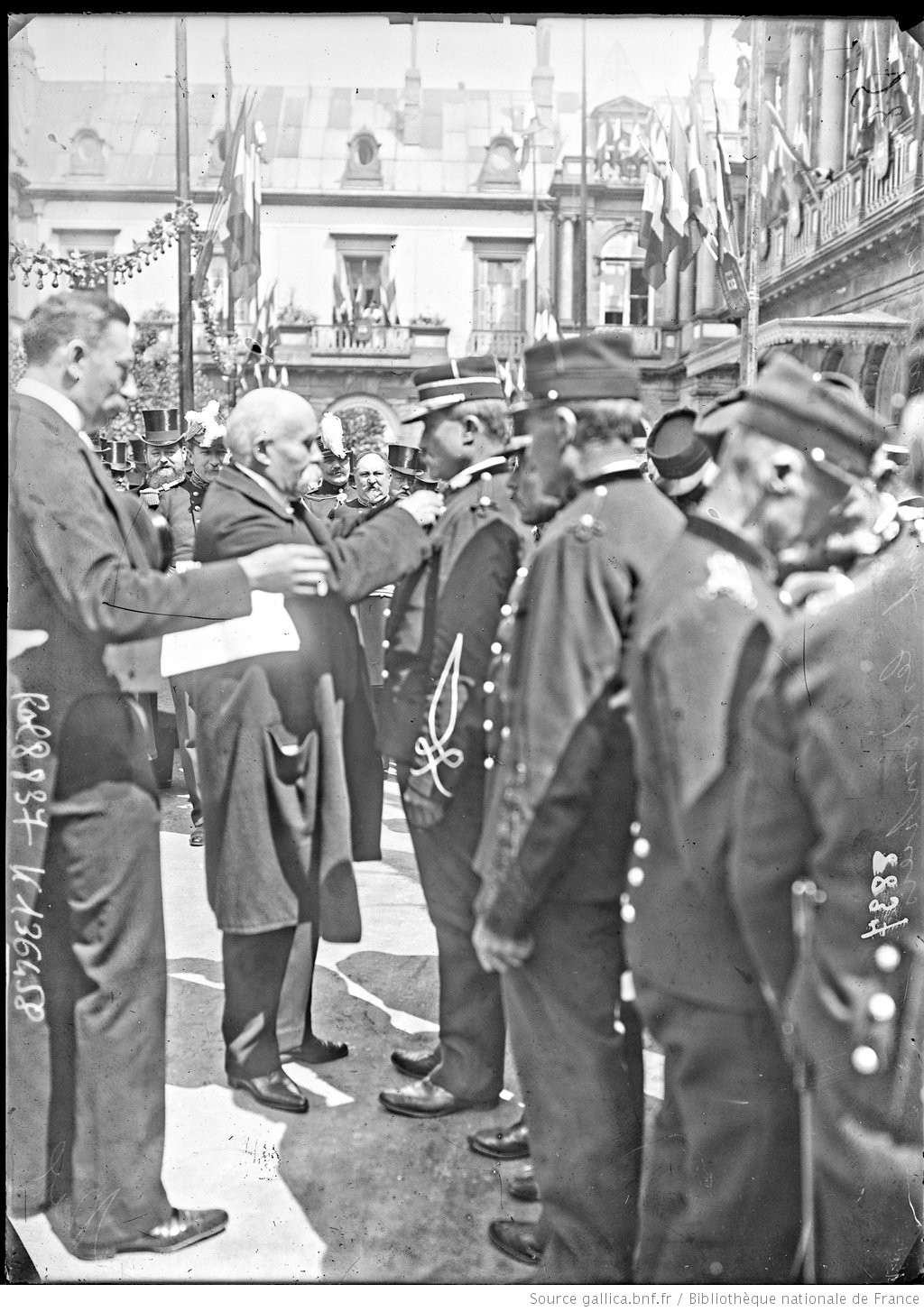
Georges Clemenceau décorant en 1907 des pompiers en tenue d'apparat.

L'année suivante, le ministère de l'Instruction publique le désigne, entre autres, comme membre du comité vendéen des recherches économiques sur la Révolution française.
Dès lors, et ce, jusqu'en 1910, Abel Filuzeau choisit de ralentir ses commandes architecturales et passe de plus en plus de temps à Noirmoutier, où il se consacre grandement à des activités de militantisme politique. Il n'abandonne cependant pas ses responsabilités à Fontenay-le-Comte et demande notamment de rehausser les salaires des employés engagés dans les travaux de la ville. Cette revendication aboutira en 1911 après une grève et l'entremise de l'architecte dans les négociations,.
Après avoir obtenu, en 1892, la médaille de chevalier de l'Ordre des Palmes académiques. Il est promu au rang d'officier, le 15 juillet 1905, pour ses nombreuses années d'enseignement passées au collège François Viète.
À l'occasion du premier avril 1907, Abel Filuzeau et en particulier ses projets « dont on glose depuis longtemps » sont cités de manière peu avantageuse dans une chanson humoristique fontenaisienne. Plus remarquable, La place portant le nom du général de la Révolution et de l'Empire, Augustin-Daniel Belliard, est inaugurée sous un nouveau jour, le 2 juin de l'année. Le buste du militaire fontenaisien est posé sur un monument, lui-même situé au cœur de l'endroit réaménagé. Ces travaux furent entrepris par Abel Filuzeau.
En 1909, se déroule le concours national des pompiers à Fontenay-le-Comte, une première en Vendée et réunissant environ 1 000 soldats du feu. L'architecte, capitaine de sa compagnie fontenaisienne, est à l'initiative de cette idée, et fait alors partie des juges. Son neveu Léopold l'a assisté dans l'organisation générale de l'événement.
Projet tenant au cœur de l'architecte enseignant, Abel Filuzeau parvient à créer une école des pêches maritimes avec l'aide d'autres partisans de l'éducation humaniste, et dirige la section de Noirmoutier-centre.
En avril 1911, ses plans et devis dressés sont acceptés par la direction de la Caisse d'épargne de Fontenay-le-Comte. Abel Filuzeau est alors missionné pour ériger un hôtel pour la banque en pleine expansion dans le pays. Le socialisme revendiqué de l'architecte ne semble pas freiner ce dernier, sûrement par le fait des avantages économiques que cela amènerait dans la ville.
En juillet, il accueille le général Géraud Réveilhac venu admirer un spectacle de la société de gymnastique fontenaisienne, que l'architecte co-dirige toujours. En octobre, c'est le ministre des Travaux publics Jean-Victor Augagneur qu'il accueille et auquel il présente son nouvel hospice de La Châtaigneraie,.
Abel Filuzeau est élu, le 16 mars 1913, président de l'Union vendéenne des sapeurs-pompiers après avoir longtemps siégé dans le bureau de direction. Quelques jours plus tard, le 19 avril, il est nommé chevalier de l'ordre du Mérite agricole pour son implication dans l'organisation de nombreux concours depuis 1896.
En 1913 aussi, il finalise l'hôtel de ville de Challans, devenu depuis 2006 office de tourisme.
À la veille de la Première guerre mondiale, il s'affilie au syndicat fontenaisien des entrepreneurs. Plusieurs travaux sont d'ailleurs lancés par la municipalité, mais seront très largement freinés des suites du conflit. À la mobilisation générale, Marcel, son fils, est enrôlé.
Bien qu'il ne perde pas ce dernier à la guerre, Abel Filuzeau connait le deuil le 29 mars 1919, lorsque sa fille Lisette décède prématurément à l'âge de 31 ans des suites de la grippe espagnole. En octobre 1920, il échappe à de graves conséquences lors d'un accident de voiture qui ne lui laisse que quelques ecchymoses.
Cette période difficile est contrebalancée par la reconnaissance de l'État par rapport à ses 37 ans de carrière sur le plan civil et militaire, puisqu'il est nommé chevalier de la Légion d'honneur le 10 janvier 1921. De plus, son traitement par la municipalité fontenaisienne augmente à 7 200 francs, équivalent à environ 8 000 euros de nos jours,.
Il est missionné en 1921 par le conseil départemental vendéen pour l'entretien des bâtiments de l'arrondissement de Fontenay-le-Comte, ayant été majoritairement laissé à l'abandon durant les années du conflit. Abel Filuzeau entame alors là ses dernières années de campagne architecturale, en présentant des rapports et devis de restauration pour l'hospice de Saint-Pierre-du-Chemin, l'hôtel de la sous-préfecture de Fontenay-le-Comte, au palais de justice, etc. Tout ceci dans le but de rattraper les pertes financières dues à la guerre.
En juillet 1922, il adhère à l'Aéro-auto-club des Deux-Sèvres afin d'avoir accès à des voitures plus facilement, chose encore rare dans les campagnes françaises.
Le point d'orgue final de sa carrière de sapeur-pompier est atteint lorsqu'il est promu chef de bataillon et inspecteur départemental du service des pompiers par l'État en décembre 1922. Il reçoit aussi du même coup la médaille d'honneur d'argent des sapeurs-pompiers le 4 décembre 1923.
Malgré son âge et le début de ses problèmes de santé, Abel Filuzeau ne renonce pas à la vie mondaine. Il est même élu président de la Société régionale des architectes du Poitou et de la Saintonge le 25 mai 1924. Il élève aussi ses petits-enfants Roger et Anne, orphelins de leur mère, dans sa maison fontenaisienne de la rue Saint-Nicolas. Cette dernière est d'ailleurs richement dotée en meubles de style Henri II, Louis XVI ou encore de style Louis XVIII. L'architecte possède aussi un piano et des fusils, pour ses loisirs parallèles que sont la musique et le tir.
La dernière œuvre architecturale notable qu'il dévoile est la salle des œuvres postscolaires d'Olonne-sur-Mer, que le ministre de l'Instruction publique et grande figure du républicanisme Édouard Herriot inaugure le 28 août 1927.
Au retour de vacances, sa femme Mathilde Pineau décède le 22 août 1928 d'une hémorragie cérébrale,.

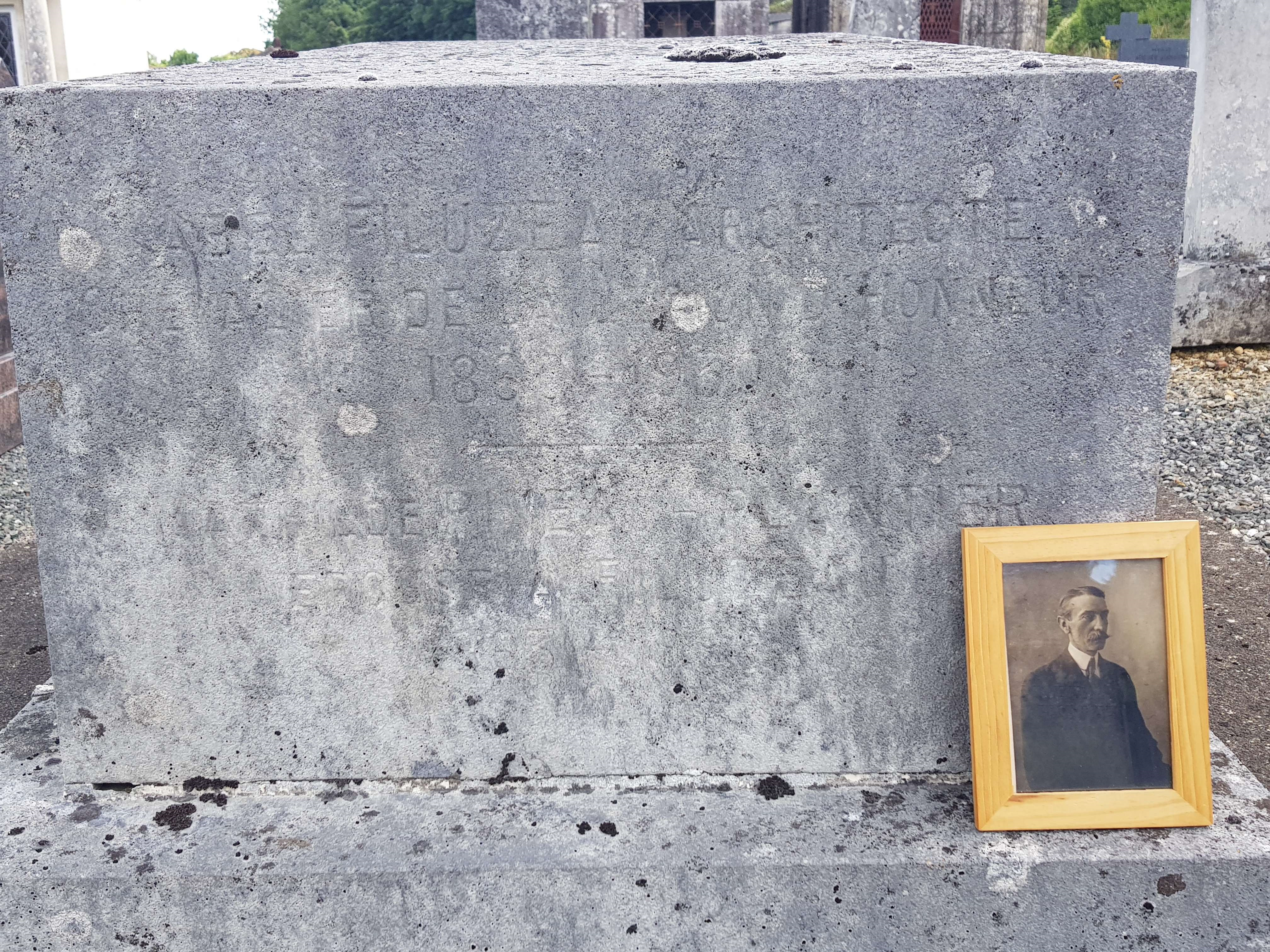
Tombe de l'architecte avec son portrait, au cimetière Saint-Jean de Fontenay-le-Comte.

Sa faible consistance, sûrement due à sa maigreur déjà citée en 1898, et les pertes familiales difficiles qui ont précédé, font qu'il s'affaiblit durant la dernière décennie de sa vie, l'empêchant d'assister à des réunions de sapeurs-pompiers ou d'entamer quelques ultimes chantiers. Il profite à peine de sa retraite puisqu'il décède le 15 septembre 1930,. Ses obsèques civiles ont lieu le 18, et il est enterré aux côtés de sa fille et de sa femme, au cimetière Saint-Jean.
Sa tombe, bien que massive, est épurée. Le caveau ne fait référence à aucun signe chrétien, en cohérence avec cette famille profondément républicaine laïque.
Son successeur à Fontenay-le-Comte est alors l'architecte Pierre Barbachoux.

### Action politique
En novembre 1901, le cercle républicain de Fontenay-le-Comte auquel il appartenait fusionne avec le cercle démocratique. Abel Filuzeau est alors nommé bibliothécaire du nouveau groupe politique, en charge donc de toute la propagande et de la documentation utiles à la diffusion des idées en ville.
L'architecte complète son engagement politique républicain, en côtoyant le milieu syndical noirmoutrin et notamment celui des sauniers. En devenant délégué du conseil vendéen de l'Instruction publique à Noirmoutier, en juin 1903, l'architecte fait de l'île, pourtant à majorité conservatrice, la base de sa carrière politique militante. L'Hôtel Beau-Rivage, qu'il a fait construire en 1893, sert aussi bien de lieu de villégiature que de lieu où tenir des réunions républicaines,.
En mai 1904, Abel Filuzeau se présente aux élections municipales et réussit à se faire élire dans l'opposition. Il est installé conseiller le 15 du mois. Par contre, aux élections cantonales qui suivent peu après, il échoue face au libéral Lucien Janneau, aussi membre du conseil municipal et allié du camp conservateur, à presque 70 voix d'écart, alors même que le reste du pays voit se conforter la majorité socialiste dans les départements,,.
Ayant assisté de nombreuses fois aux séances du conseil municipal de Fontenay-le-Comte, l'architecte apparaît décontenancé par rapport aux habitudes différentes de la municipalité noirmoutrine lors des premières semaines de son mandat de conseiller. Il se saisit notamment d'une habitude consistant à pré-écrire le procès-verbal de la séance en laissant des espaces pour compléter selon les décisions prises, là où le conseil fontenaisien les rédigeait à la séance suivante, pour dénoncer une manipulation antidémocratique. Aussi, il critique l'examen budgétaire proposé aux conseillers n'étant basé « que sur l'ensemble des chiffres » et pas sur les détails des opérations. Par deux fois, le maire Joseph Pineau lui explique que les documents sont librement consultables et que ces méthodes visent à gagner du temps. En effet, cette optimisation du temps est légitimée par le fait qu'à l'époque, et ce, jusqu'en 1919, la commune de Noirmoutier s'étend jusqu'à La Guérinière et L'Épine, éloignant parfois de manière conséquente les conseillers de leurs lieux d'habitation. Est-ce peut-être à cause de cette minorité politique systématique mal supportée par Abel Filuzeau que pendant ses deux mandats, il est absent de quasiment toutes les sessions du conseil. La naissance de sa fille, Thérèse, à Fontenay-le-Comte, le 21 janvier 1905, n'aidant de toute manière pas à l'accomplissement de sa fonction. On ne retient donc de cette période allant de 1904 à 1912, qu'un seul vote de sa part en faveur d'une mesure adoptée améliorant le matériel des pompiers sur l'île,. Ce manquement à ses responsabilités est d'ailleurs critiqué par un anonyme, malgré les négations du journal républicain Le Patriote de la Vendée, qui ne relève les venues d'Abel Filuzeau « dans l'île qu'à l'approche des élections ».

En parallèle pourtant, son action politique n'est pas vaine. Dès le premier mars 1905, il assiste à une rencontre se déroulant à Noirmoutier entre les représentants de l'industrie salicole de l'Ouest et Armand Gauthier, ministre des Travaux publics. Abel Filuzeau signe alors une pétition qui est remise à ce dernier, demandant des aides de l'État pour l'amélioration des divers ports et digues de l'île ainsi que pour le maintien de la compétitivité du marché du sel noirmoutrin. La pétition insiste d'ailleurs sur le fait que les femmes, premières ouvrières de ce secteur, sont les garantes d'un revenu économique essentiel pour les foyers noirmoutrins. Les négociations continuent alors en juillet 1906, quand il rencontre avec d'autres représentants de l'industrie le nouveau ministre Louis Barthou pour limiter l'expansion de l'exploitation du sel dans l'Est français.

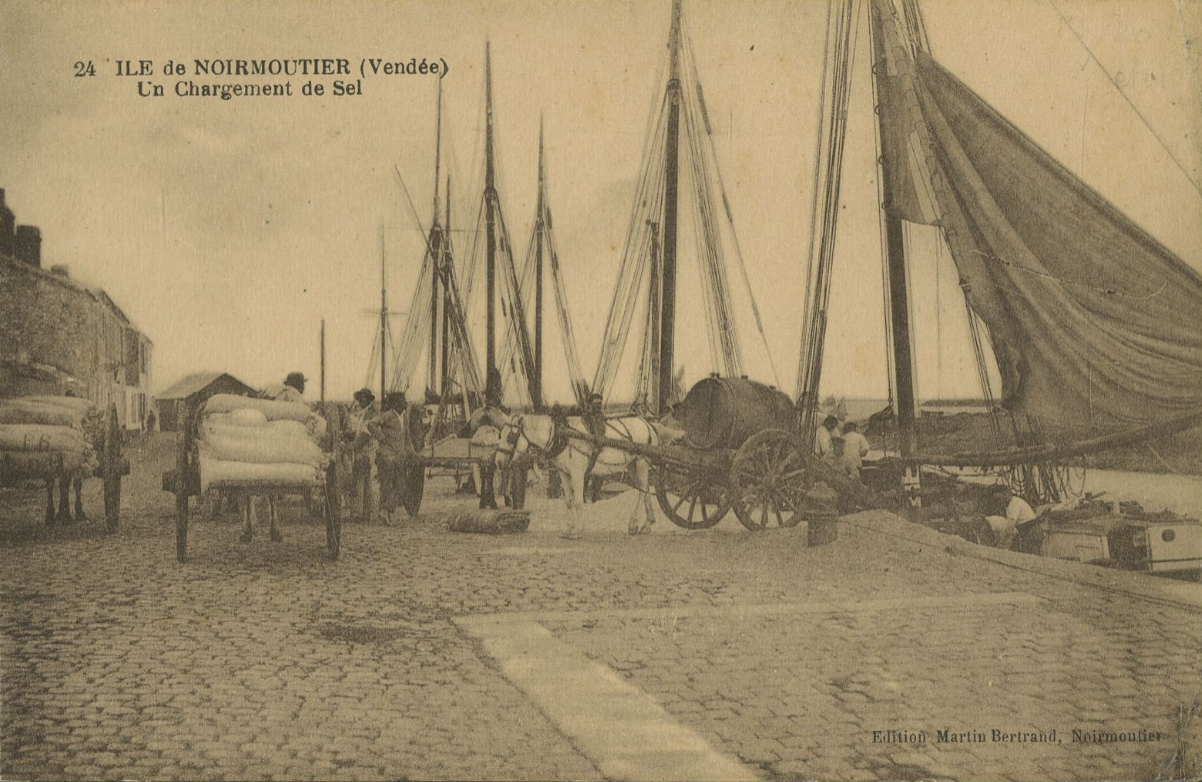
Chargement de sel sur des bateaux, dans le port de Noirmoutier.

Ainsi, Abel Filuzeau s'intéresse de plus en plus aux problématiques de l'île et à son histoire. À l'occasion d'une réception du préfet vendéen Jules d'Auriac par le comité républicain de Noirmoutier, en avril 1905, les sujets si appréciés, y compris par l'architecte laïc, sur la récente loi de séparation des Églises et de l'État et sur les stratégies républicaines à maintenir sont abordés. Il est néanmoins le seul à exposer une problématique historique, en partie traitée des dizaines d'années avant par François et Louis-Joseph Plantier, apparentés à sa femme ; celle de la protection de Noirmoutier par l'entretien des digues. Il est aussi nommé par le préfet au conseil d'administration de l'hôpital laïc de la ville, anciennement dirigée par des religieuses et « laissé dans une situation déplorable » depuis. Une pétition de quelques habitants avait pourtant été recueillie par la municipalité noirmoutrine afin de mettre fin à l'appropriation de l'hospice par la direction républicaine. Elle resta sans suite, malgré la domination des conservateurs au conseil, par le fait du soutien préfectoral qui avait pris soin, en amont, de donner une majorité socialiste au comité d'administration de l'hospice. Cette majorité clamait d'ailleurs que les religieuses avaient fait du bâtiment une « chapelle de favoritisme et d'inégalité devant les misères »,,. Abel Filuzeau, en 1907, obtient du ministre Georges Clemenceau, une somme de 5 000 francs pour la modernisation totale du matériel.
Ami avec le conseiller d'arrondissement et ancien maire de l'île Adrien Plantier, oncle maternel de sa femme, il préside avec lui, en mars 1906, la réunion fondatrice du comité d'action républicaine cantonal réunissant plus de 80 sympathisants à Noirmoutier. Ceci dans le but de former la « concentration républicaine » et ainsi augmenter le score électoral du parti républicain, radical et radical-socialiste, déjà majoritaire depuis 1902. Le but poursuivi, déjà depuis quelques années, est donc d'aboutir à la laïcisation complète de l'île, pourtant encore à majorité catholique, alliée avec un clergé dont les influences restent fortes, puisque, selon Abel Filuzeau, « s'exerçant sur un territoire plus restreint et plus clos ».
En tant que vice-président de ce groupe politique, il a à cœur de défendre aussi les petits pêcheurs, notamment ceux républicains de L'Épine, face aux possesseurs de chalutiers, plus grands et plus efficaces. Il allie donc ses visées syndicales à son militantisme politique comme il est alors courant de le faire pour les formations de gauche d'alors. Pour autant, le 15 août 1906, lors de la formation du syndicat maritime, il refuse la présidence de dernier alors qu'il est sollicité à ce poste. Abel Filuzeau, sans vouloir réduire son activité syndicale, préfère laisser la direction aux professionnels du secteur. À l'occasion de la venue du préfet Jean Branet, il se déclare candidat à la prochaine élection cantonale de 1907, scrutin qu'il va perdre de nouveau.
En 1908, grâce aux efforts de l'architecte et de ses alliés républicains, le département de Vendée connait toutefois nombre de victoires et percées républicaines, surtout dans l'arrondissement des Sables d'Olonne. L'année suivante, Abel Filuzeau préface Pour l'Idée - tablettes d'un démocrate vendéen, texte engagé du républicain Paul Disly évoquant les menaces encore persistantes du clergé au lendemain des grandes lois sur la laïcité. En 1910, il intègre l'équipe rapprochée du candidat élu à la députation Georges Veillat et participe donc à sa tournée électorale en campagne.
Depuis sa réélection au poste de conseiller municipal à Noirmoutier, il retourne fréquemment à Fontenay-le-Comte pour continuer la lutte politique dans son bastion républicain. Peut-être à cause des luttes plus virulentes qu'il a dû mener sur l'île, il ramène avec lui un militantisme socialiste et un sens politique plus forts. En effet, au comité républicain fontenaisien réorganisé dont il est le vice-président, il propose l'alliance avec le comité radical-socialiste. Ses collègues de direction refusent pourtant l'idée, soucieux de préserver une union plus conciliante, à même de rassembler davantage de sensibilités de gauche. Cet esprit enclin au rassemblement ne peut cependant pas cacher les divisions de la gauche fontenaisienne, notamment sur la question religieuse. En effet, concernant le cas de l'hospice, un camp, celui du maire Raoul Gandriau et plus étonnamment celui d'Abel Filuzeau, renonce à laïciser l'établissement. Le parti dissident se fond alors en comité démocratique. Cette scission fragilise alors le mouvement républicain fontenaisien à l'approche du scrutin municipal de 1912, pour ce qui semble être plus une question de « haine personnelle » et d'intérêts propres. Cette position étrange prise par l'architecte peut peut-être être légitimée par la sécurité de son poste, puisque ne voulant pas prendre le risque d'être limogé par désaccord avec le maire ou d'entacher ses bonnes relations avec l'importante famille Gandriau,.
Toutefois, les deux comités se réunissent en juin 1914, à l'approche des élections municipales qui devaient se tenir vers l'été de cette année. Cette entente réinstaurée précède l'« Union sacrée » qui allait s'imposer dès août 1914, avec les premières batailles. Cependant, cette dernière ne dura pas, et les luttes politiques reprennent dès 1919 partout en France. Abel Filuzeau n'étant pas en réserve en reprochant, pour l'une des dernières fois, aux conservateurs fontenaisiens, minoritaires au conseil, de vouloir faire alliance opportunément avec les républicains, sans que l'inverse soit possible à l'échelle nationale.

## Réalisations architecturales
Toutes sont compilées à partir des plans signés, des adjudications publiées et des délibérations municipales, trouvables aux archives départementales de Vendée,,.

### Mairies

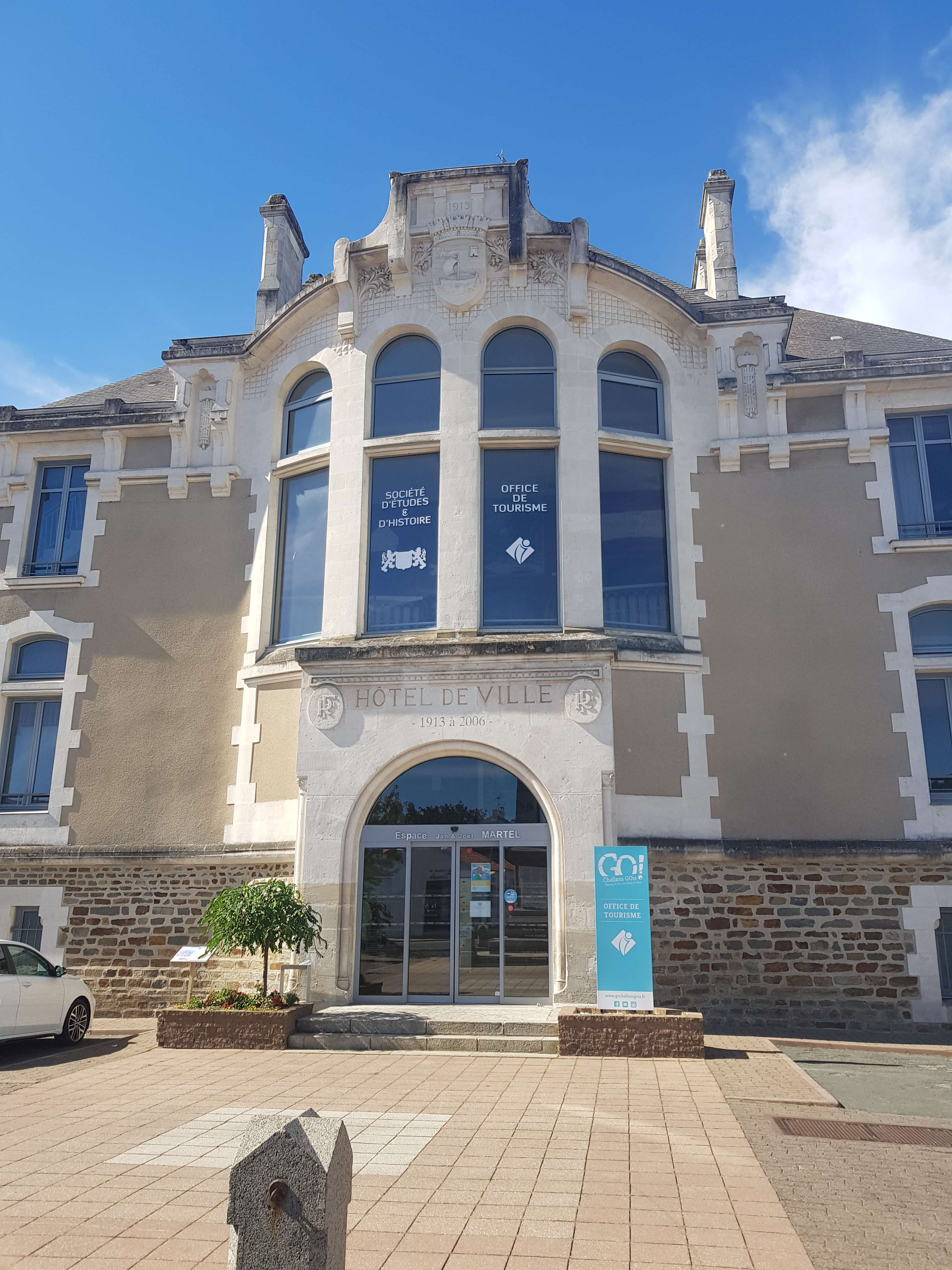
Ancien hôtel de ville de Challans.

- Mairie de La Caillère-Saint-Hilaire (1885)
- Mairie de Sainte-Catherine (1886)
- Mairie de Sainte-Radégonde-des-Noyers (restauration, 1887)
- Mairie de Saint-Maurice-des-Noues (1888)
- Mairie de Fontenay-le-Comte (restauration, travaux et agrandissement, 1888-1890)
- Mairie du Mazeau (1891)
- Mairie de Saint-Martin-de-Fraigneau (1891)
- Mairie de Vix (aménagement, 1894-1895)
- Hôtel de ville de Fontenay-le-Comte (1895-1906)
- Mairie de Barbâtre (1903)
- Hôtel de Ville de Challans (1912-1913)
- Mairie de Vouvant (aménagement, 1920)
- Mairie de Pissotte (aménagement, 1921)
- Mairie de La Châtaigneraie (aménagement, 1922)
- Mairie de Sallertaine (1923)
- Mairie de Tallud-Sainte-Gemme (1924)

### Infrastructures scolaires
- Collège François Viète à Fontenay-le-Comte (construction, aménagement et restauration, 1880-1914)
- École des filles de Benet (aménagement, 1883-1884)
- Groupe scolaire à Chaillé-les-Marais (1883-1889)
- École de filles à La Châtaigneraie (construction et aménagement, 1884-1910)
- École de garçons à La Châtaigneraie (agrandissement, 1884-1910)
- École de filles à Chaillé-les-Marais (aménagement, 1884)
- École de filles de la rue de la Lamproie à Fontenay-le-Comte (aménagement, 1884-1914)
- École primaire supérieure de filles de la rue Tiraqueau à Fontenay-le-Comte (construction et travaux, 1885-1907)
- École primaire laïque de filles de la rue Rabelais à Fontenay-le-Comte (construction et travaux, 1885)
- École des Jacobins de Fontenay-le-Comte (construction, aménagement et restauration, 1885-1912)
- Asile (école maternelle) Saint-Jean de Fontenay-le-Comte (Aménagement et restauration, 1885-1899)
- Groupe scolaire à La Caillère-Saint-Hilaire (1885-1886)
- École primaire des filles à Noirmoutier-en-l'Île (1885)
- École des garçons à Noirmoutier-en-l'Île (1885)
- École des filles à Noirmoutier-en-l'Île (réaménagement, 1885)
- Groupe scolaire à Noirmoutier-en-l'Île (1885)
- Groupe scolaire à L'Épine (1885)
- Groupe scolaire à La Guérinière (1885)
- École de garçons à Pouillé (1885)
- École primaire laïque des filles à Vouvant (1885-1886)
- Asile Notre-Dame à Fontenay-le-Comte (agrandissement et travaux, 1885-1903)
- École de garçons à Sainte-Catherine (1886)
- École de filles à Sainte-Catherine (aménagement, 1886)
- École de filles à Saint-Michel-le-Cloucq (1886)
- Groupe scolaire au Langon (1886-1887)[37]
- École de filles à Saint-Pierre-du-Chemin (1886-1891)
- École mixte à Saint-Laurent-de-la-Salle (1886-1887)
- Groupe scolaire de Sainte-Radégonde-des-Noyers (restauration, 1887)
- École d'agriculture de Pétré à Sainte-Gemme-la-Plaine (construction et aménagement, 1887-1924)[151]
- École de garçons et de filles à Vix (1888)
- École de garçons à Saint-Maurice-des-Noues (1888)
- École de garçons à Xanton-Chassenon (1888)
- Groupe scolaire à La Chapelle-Thémer (aménagement, 1888)
- École primaire à Maillezais (1889)
- École de filles à La Réorthe (1889-1890)
- École de garçons à Saint-Martin-de-Fraigneau (1890)
- École de filles à Saint-Martin-de-Fraigneau (aménagement, 1889)
- École de filles à Velluire (1890)
- École mixte de Bazoin à Damvix (1890)
- École de filles dans l'ancien village de Charzais, à Fontenay-le-Comte (1890)
- Groupe scolaire au Mazeau (agrandissement, 1891)
- Groupe scolaire de Saint-Martin-de-Fraigneau (1891)
- Groupe scolaire à Doix (1891)
- École de garçons à La Réorthe (agrandissement, 1891)
- Groupe scolaire de Thiré (aménagement, 1893)
- École de filles à Bouillé-Courdault (aménagement et restauration, 1897-1900)
- École de garçons à Velluire (aménagement, 1897)
- École de filles à Longèves (aménagement, 1897)
- École de filles à Montreuil (1898)
- École de garçons à Bazoges-en-Pareds (1902)
- Collège des filles de Fontenay-le-Comte (aménagement, 1902)
- École à Barbâtre (1903)
- École de filles à Sérigné (1906)
- École mixte à Saint-Sigismond (1907)
- École des filles à Damvix (aménagement, 1908)
- École de garçons à Saint-Hilaire-des-Loges (1909)
- École de filles à L'Orbrie (1910)
- École de garçons à Charzais, à Fontenay-le-Comte (1910)
- Œuvres postscolaires à Fontenay-le-Comte (aménagement, 1912)
- École de filles à Challans (1912)
- École de filles à Saint-Jean-de-Beugné (aménagement, 1913)
- École de Souil à Saint-Pierre-le-Vieux (aménagement, 1913)
- École mixte à La Porte de l'Île à Saint-Pierre-le-Vieux (1914)
- École à Vouvant (aménagement, 1920)
- École à Pissotte (aménagement, 1921)
- Œuvres postscolaires au hameau actuel d'Olonne-sur-Mer, aux Sables-d'Olonne (1925-1926)
- École de filles à Xanton-Chassenon (1926)
- Œuvres postscolaires à Xanton-Chassenon (1926)
- Œuvres postscolaires à Saint-Pierre-du-Chemin (1927)
- École mixte au hameau d'Épagne, à Saint-Maurice-des-Noues (1927)

### Bâtiments utilitaires

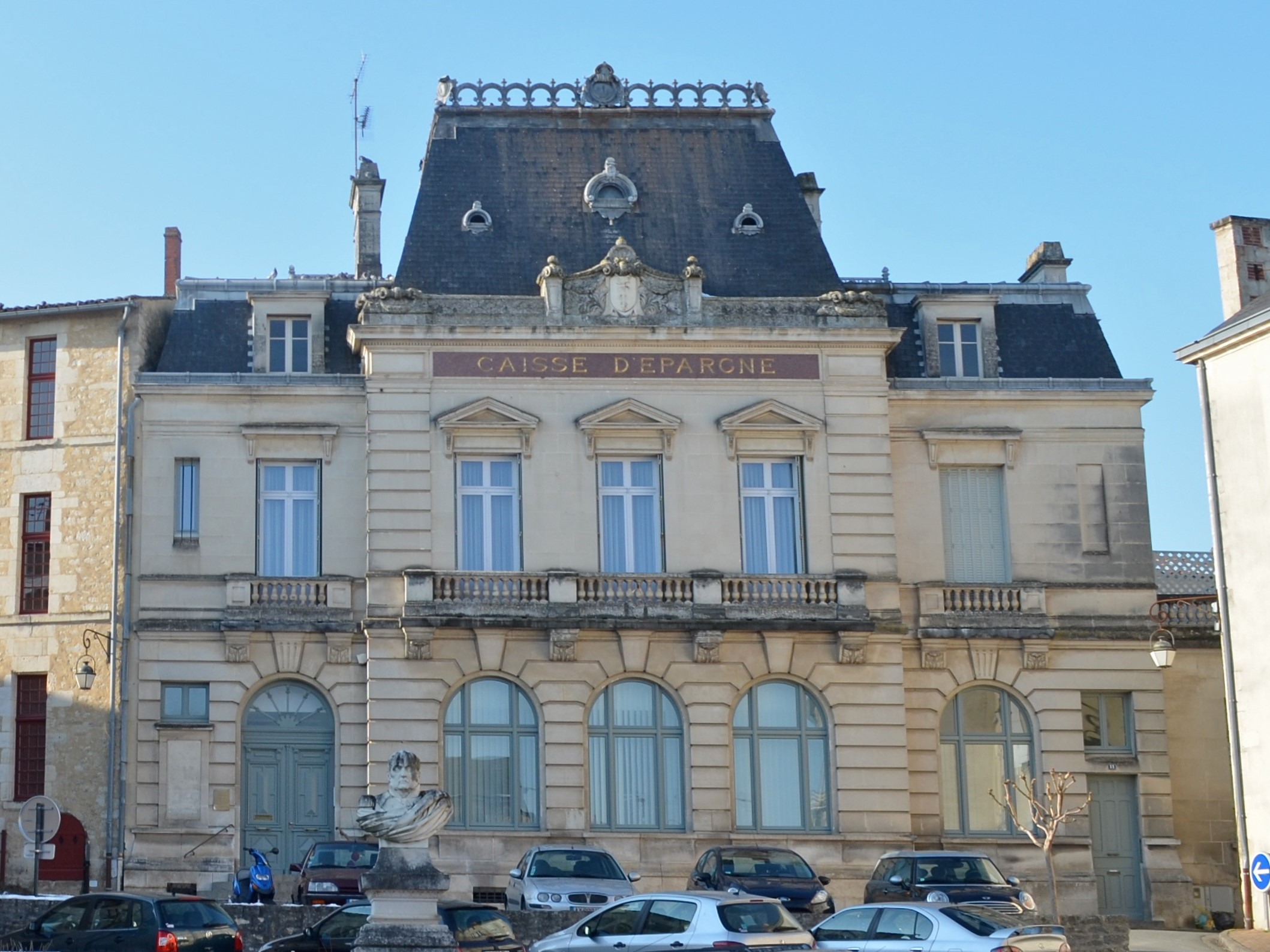
Hôtel de la Caisse d'épargne depuis la place Belliard.

- Gendarmerie de Chaillé-les-Marais (1884)
- Hospice civil de Fontenay-le-Comte (restauration, 1885-1912)
- Bureaux d'octroi de Fontenay-le-Comte (construction et restauration, 1895-1910)
- Gendarmerie à Vix (1900)
- Hôtel de la Caisse d'épargne de Fontenay-le-Comte (1911-1913)
- Hospice civil de La Châtaigneraie (1911)
- Bureau de poste à Challans (aménagement, 1912)
- Palais de justice de Fontenay-le-Comte (restauration, 1913-1930)
- Bureau de poste à Pissotte (aménagement, 1921)
- Gendarmerie à Fontenay-le-Comte (aménagement, 1922-1927)
- Hospice civil de Saint-Pierre-du-Chemin (restauration, 1922-1927)
- Hôtel de la sous-préfecture de Fontenay-le-Comte (restauration, 1922)
- Hôpital de Challans (agrandissement, 1923-1927)
- Hôpital de Fontenay-le-Comte (aménagement, 1924)
- Maternité de Challans (1924)
- Maison d'arrêt de Fontenay-le-Comte (aménagement, 1926)
- Maternité à La Roche-sur-Yon (1928)
- Hospice civil de Luçon (agrandissement, 1929-1930)

### Autres

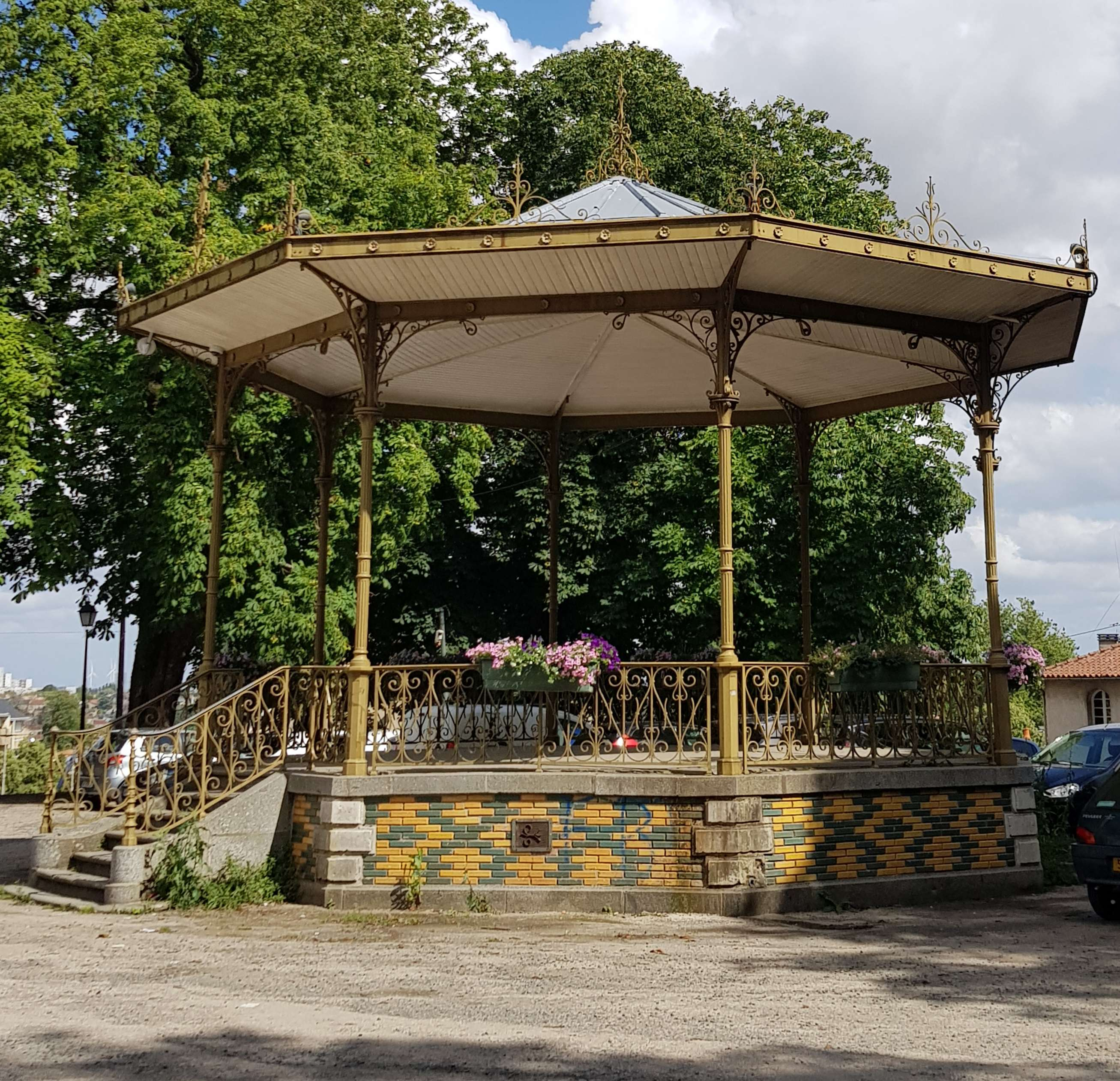
Kiosque à musique de la place Viète.

- Toilettes publiques à Fontenay-le-Comte (construction et restauration, 1884-1914)
- Abattoirs de Fontenay-le-Comte (construction et aménagement, 1884-1912)
- Cimetière de Saint-Pierre-du-Chemin (1885-1886)
- Maison au 18 rue Benjamin Fillon, à Fontenay-le-Comte (1885)
- Cimetière Saint-Jean de Fontenay-le-Comte (aménagement, 1885)
- Echoppes de poissonnerie à Fontenay-le-Comte (restauration puis remplacées, 1885-1888)
- Egouts et système d'eau de Fontenay-le-Comte (1886-1908)
- Lavoir de Saint-Michel-le-Cloucq (1887)
- Pont-bascule de Sainte-Radégonde-des-Noyers (1888)
- Théâtre municipal de Fontenay-le-Comte (aménagement et restauration, 1889-1924)
- Marché couvert à Vix (1890-1895)
- Cimetière de Saint-Sigismond (agrandissement et restauration, 1891)
- Kiosque de la place Viète de Fontenay-le-Comte (1893-1894)[152]
- Hôtel Beau Rivage de Noirmoutier-en-l'Île (1893)[153]
- Cimetière de L'Île-d'Elle (1893)
- Cimetière de Vix (aménagement, 1895)
- Ferme du Vivier à La Chapelle-aux-Lys (construction et agrandissement, 1895-1913)
- Rue de la Grue de Fontenay-le-Comte (1895)
- Marché couvert à Sainte-Hermine (1896-1899)
- Monument aux morts de 1870-71 de Fontenay-le-Comte (1896-1897)
- Local pour mendiants à Fontenay-le-Comte (1898)
- Système d'éclairage au feu puis électrique de Fontenay-le-Comte (1898-1910)
- Lignes téléphoniques de Fontenay-le-Comte (1899)
- Rue des Tanneurs à Fontenay-le-Comte (élargissement, 1902)
- Ferme du Petit-Vignaud à Chaillé-les-Marais (agrandissement et restauration, 1903)
- Usine élévatrice d'eau à Fontenay-le-Comte (construction et agrandissement, 1903-1909)
- Quai Collin à Fontenay-le-Comte (aménagement, 1905)
- Tombe de Jules Dequaire à La Roche-sur-Yon (1906-1907)[154]
- Monument de la place Belliard (1906-1907)
- Abattoir de Sainte-Hermine (1910)
- Lavoir à Bazoges-en-Pareds (1910)
- Place publique de la rue du Moulin des Dames à La Taillée (1910)
- Lavoir à Fontenay-le-Comte (1910)
- Pont-bascule du Mazeau (1912)
- Monument aux morts à Doix (1921)
- Monument aux morts à Damvix (1921)
- Marché couvert à Benet (1922)
- Musée de Fontenay-le-Comte (aménagement, 1922)
- Rue Rabelais de Fontenay-le-Comte (aménagement, 1923)
- Quai Poey d'Avant de Fontenay-le-Comte (1925)
- Abattoir de Challans (1926)

### Édifices religieux et monuments

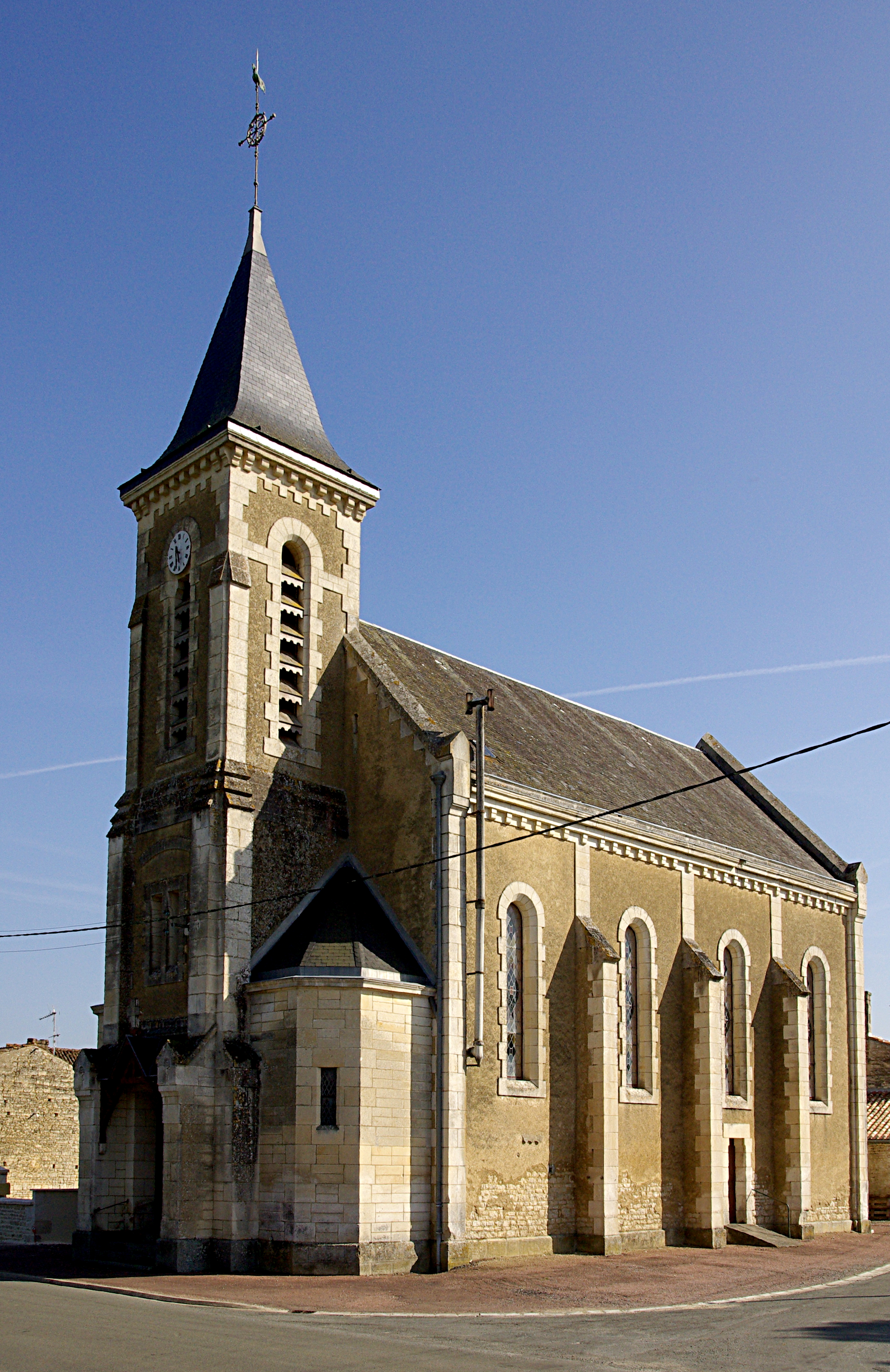
L'église du Mazeau.

- Église de Saint-Sigismond (restauration, 1888)
- Sacristie de l'église Saint-Hilaire de Sérigné (restauration, 1889)
- Église Notre-Dame de Oulmes (restauration, 1889-1896)
- Église de l'Immaculée-Conception au Mazeau (1891-1896)
- Église Notre-Dame-de-l'Assomption de Vouvant (restauration, 1891)[155]
- Presbytère de Velluire (restauration, 1893-1895)
- Église Notre-Dame de Fontenay-le-Comte (restauration, 1893-1912)
- Église Saint-Jean-Baptiste de Velluire (restauration, 1894-1895)
- Presbytère de Saint-Pierre-du-Chemin (restauration, 1894)
- Château de L'Île-d'Yeu (restauration, 1895)
- Église du Poiré-sur-Velluire (restauration, 1899)
- Église de La Bretonnière-la-Claye (restauration, 1923)
- Église de Saint-Maurice-des-Noues (restauration, 1923)
- Église Notre-Dame-de-l'Assomption des Sables-d'Olonne (restauration, 1927)

## Distinction
- Médaillé d'honneur des sapeurs-pompiers (argent) le 4 décembre 1923
- Chevalier de la Légion d'honneur le 10 janvier 1921
- Chevalier de l'ordre du Mérite agricole le 19 avril 1913
- Officier de l'ordre des Palmes académiques le 15 juillet 1905
  -  Chevalier de l'ordre des Palmes académiques le 10 janvier 1892